# 229 Adelinda

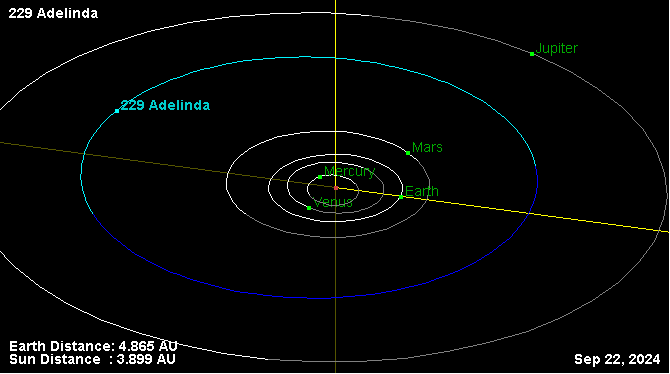
Órbita asteróide 229

Adelinda (asteroide 229) é um asteroide da cintura principal com um diâmetro de 93,2 quilómetros, a 2,9202972 UA. Possui uma excentricidade de 0,1455595 e um período orbital de 2 307,88 dias (6,32 anos).
Adelinda tem uma velocidade orbital média de 16,11091207 km/s e uma inclinação de 2,09009º.
Este asteroide foi descoberto em 22 de Agosto de 1882 por Johann Palisa.